# Balicio Bernardes

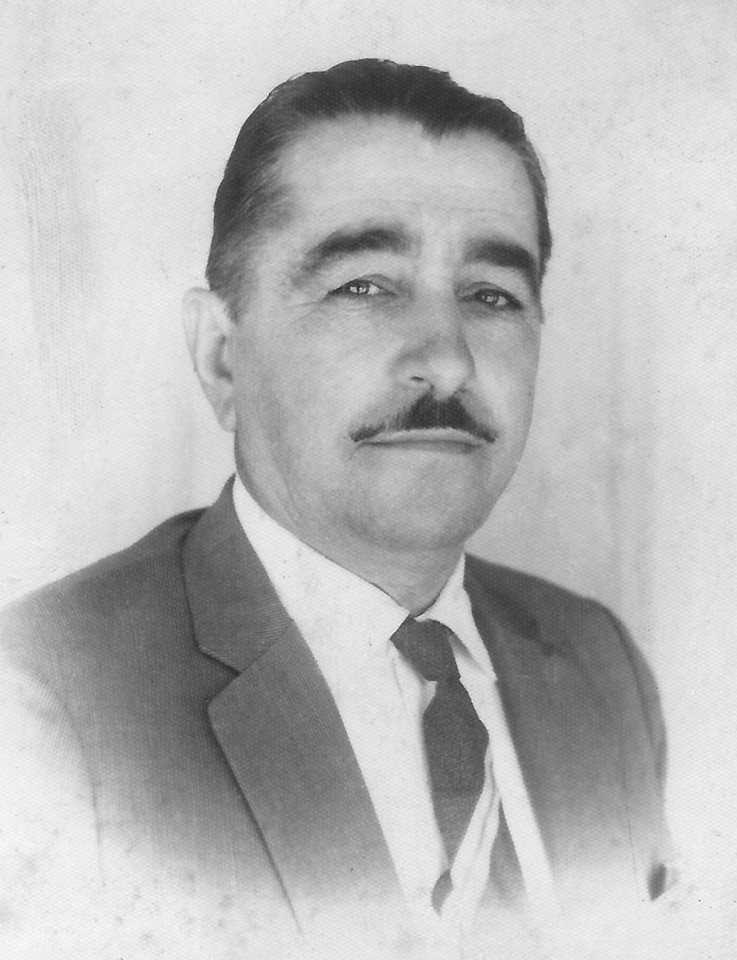
Balicio Bernardes

Balicio Bernardes (Araquari, 15 de abril de 1907 — São João do Itaperiú, 3 de setembro de 2002) foi um político brasileiro. Exerceu o cargo de juiz de paz e foi vereador do município de Barra Velha nas legislaturas de 1963 a 1966 e de 1970 a 1973.

## Primeiros anos
Nasceu na localidade do Itaperiú, hoje município de São João do Itaperiú, que na ocasião pertencia ao município do Paraty, hoje denominado Araquari. 
Era filho de Timotheo José Bernardes e Maria Célia da Glória. Seus avós paternos, Jeremias José Bernardes e Rosa Lucinda da Conceição, descendentes de açorianos que imigraram para Desterro entre 1748 e 1756, mudaram-se de Camboriú para o Itaperiú em 1888, estabelecendo-se na localidade depois denominada Mantiqueira. Já os avós maternos, João José Zeferino de Azevedo, natural de São Francisco do Sul e Maria José da Conceição, da família Borba Coelho, natural de Camboriú, moravam no 22, também pertencente ao Itaperiú.
Era o primogênito de uma família de dez irmãos. Viveu sua infância no Itaperiú, onde cursou as séries primárias, aprendendo a ler e escrever.
Casou com Ernesta de Borba Moraes, no dia 29 de agosto de 1931, no Itinga, Barra Velha. Ernesta era filha de João José de Moraes e Maria Christiana de Borba, moradores no Itinga. Com Ernesta teve treze filhos: João Balicio, Mario, Arídia, Lauro Ascenção, Alzerino, Maria, Maria Angelina, Adelaide, Irene, Rosa, Marino, Osmarino e Adair Bernardes. Dos treze, dois morreram ainda criança, Lauro com dez meses e Marino aos doze anos.
No dia 15 de novembro de 1978, sua esposa Ernesta faleceu, aos 68 anos, vítima de um acidente vascular cerebral. Balicio então se mudou para a cidade de Joinville e se casou com Otília Bettoni. Com a segunda esposa teve parceria na velhice, até ficar viúvo novamente. Viveu por mais alguns anos em Joinville na companhia de cuidadoras, até que com idade avançada passou a viver sob o cuidado dos filhos. 
Balicio faleceu aos 95 anos, em São João do Itaperiú, na residência de seu filho, Osmarino Bernardes. Foi sepultado no Cemitério Público de São João do Itaperiú.

## Trabalho e vida política
Balicio foi lavrador, trabalhando na roça com a família desde o início de sua vida. Em sua propriedade, na Mantiqueira, teve um engenho, onde produzia farinha e um alambique, onde produziu muita cachaça, além de cultivar cana-de-açúcar, fumo e arroz. Com Getúlio Vargas no governo, a notícia de que seriam cobrados novos impostos assustou o pequeno produtor, que decidiu vender sua propriedade e partir para outro ramo profissional. 

Trabalhou como zelador de estradas, na Prefeitura Municipal de Araquari, entre 16 de março de 1948 a 31 de julho de 1951. Quando então decidiu trabalhar no Alto Paraná, no Estado do Paraná, na serraria Gobbi Zardo Cia Ltda. Ingressou na empresa no dia 18 de setembro de 1951, como ajudante. O Alto Paraná estava no auge de sua colonização, a demanda de madeira beneficiada era muito grande, pois dezenas, centenas de casas eram erguidas a todo instante. Porém, Balicio foi acometido de uma forte conjuntivite, trabalhando apenas até o dia 13 do mês seguinte, quando então voltou para casa.

No dia 1º de junho de 1953 começou a trabalhar no Posto de Defesa Sanitária Vegetal do Ministério da Agricultura, localizado na cidade de São Francisco do Sul, distribuindo fungicida e herbicida à população do distrito de Barra Velha, exercendo seu cargo até o dia 31 de dezembro de 1955.

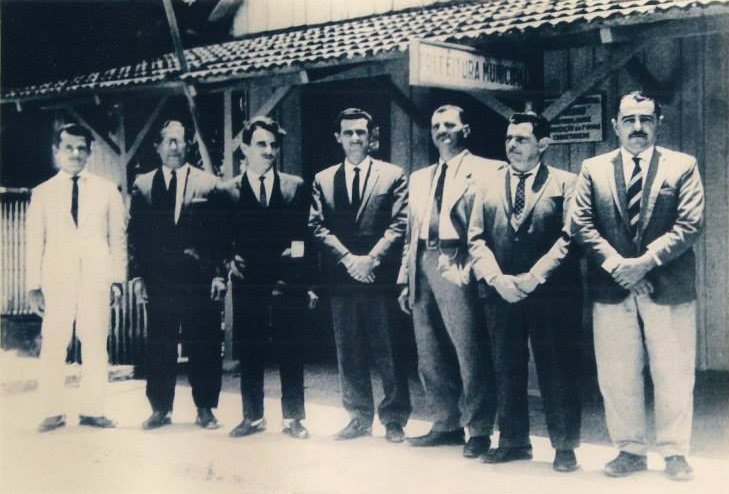
Integrantes da primeira legislatura do Município de Barra Velha em frente a Prefeitura Municipal. Da esquerda para a direita, o prefeito Bernardo Aguiar e os vereadores Sebastião Polesi, Tiago Aguiar, Antonio Simplicio Ramos, Paulo Coelho, Sinval Moura e Balicio Bernardes.

Com a emancipação definitiva do município de Barra Velha, em 07 de dezembro de 1961, criado pela Lei n°. 778, em 07 de outubro de 1962 foi realizada a primeira eleição para a escolha do prefeito e vereadores do novo município. Balicio Bernardes foi eleito vereador pelo Partido Social Democrático, com 145 votos, exercendo o cargo de 31 de janeiro de 1963 a 31 de janeiro de 1967. Elegeram-se juntamente ao cargo de vereador, Tiago Aguiar, Arnoldo Hess, Antonio Simplicio Ramos, Germano Selke, Paulo Coelho e Sinval Moura e para prefeito Bernardo Aguiar, que administrou Barra Velha até 1968. Na ocasião, Balicio foi o quinto mais votado, sendo que o distrito de São João do Itaperiú lançou grande parte dos candidatos, elegendo quatro deles e o primo de Balicio, Guedes Bernardes também concorreu ao cargo de vereador pela oposição, a União Democrática Nacional, recebendo 140 votos.
 Entre 1º de junho de 1962 e 31 de dezembro de 1966 trabalhou como funcionário da Prefeitura Municipal de Barra Velha.
Foi por cinco anos Inspetor de Quarteirão do distrito de São João do Itaperiú. No dia 26 de julho de 1966, foi nomeado por decreto para exercer o cargo de Juiz de Paz do distrito de São João do Itaperiú, município de Barra Velha, da comarca de São Francisco do Sul.

Com a instalação do Regime Militar e a extinção dos partidos imposta pelo Ato Institucional-2 e a instalação do bipartidarismo, foi um dos fundadores do Movimento Democrático Brasileiro em Barra Velha. Quando nas eleições do dia 30 de novembro de 1969 elegeu-se por este partido, com 222 votos, quarto mais votado, como vereador do Município de Barra Velha, exercendo o cargo de 1970 a 1973. 

## Homenagem
Leva seu nome a Travessa Vereador Balício Bernardes, localizada no Centro do município de Barra Velha, rua que dá acesso entre a Avenida Beira Mar e a Avenida Santa Catarina.